# Nerva fóruma
Nerva fóruma az ókori Róma városának egy épületegyüttese, császári fóruma volt az egykori IV. Templum Pacis regióban. Ma a Piazza del Grillón áll és Augustus fórumán keresztül lehet bejutni ide.
Latin neve: Forum Nervae, vagy Forum transitorium. Ez utóbbi nevét azért használták, mivel átjárót jelentett a Forum Romanum és az Argiletum között. 
A fórumot az előző császár, Domitianus kezdete építeni, de i. sz. 97-ig készült. Tulajdonképpen egy hosszú folyosó volt, melynek egyik végén állt – még a 18. század elején is Minerva temploma, mára azonban csupán alapzata maradt. 
Előtte – nem ismert, mely részén – egy Janus quadrifons templom állt egykor. 
Ma a fórum nagy részét elfedi a Via dei Fori Imperiali. Az ásatások során reneszánsz kori boltok és kocsmák tűntek elő a föld mélyéről, az egykori fórumból csupán az oszlopcsarnok két oszlopa látható, melyeket leányalakokat ábrázoló fríz és Minerva domborműve díszít. Ásatási munkák miatt nem látogatható.